# Gabriel Magalhães
Gabriel dos Santos Magalhães (sinh ngày 19 tháng 12 năm 1997), thường được biết đến với tên gọi Gabriel Magalhães hay Gabriel, là một cầu thủ bóng đá chuyên nghiệp người Brasil hiện đang thi đấu ở vị trí trung vệ cho câu lạc bộ Premier League Arsenal và đội tuyển bóng đá quốc gia Brasil.

## Sự nghiệp cấp câu lạc bộ

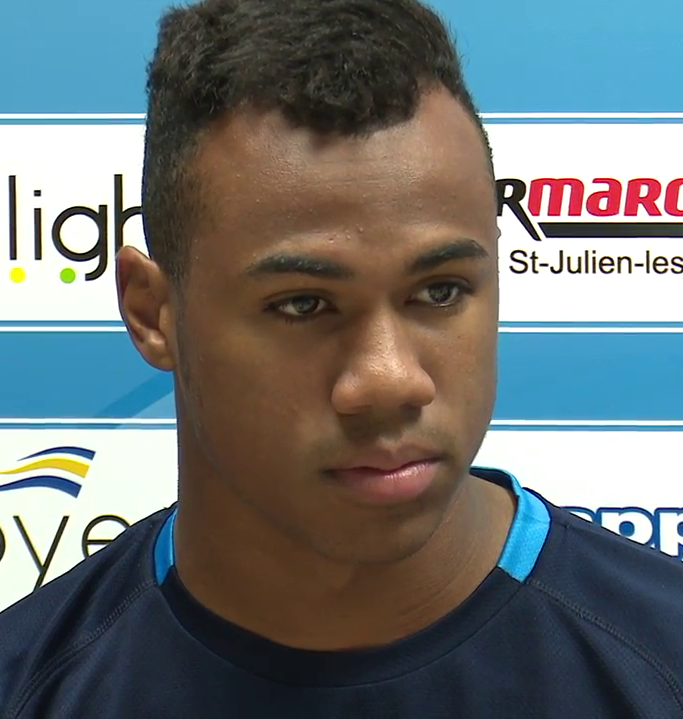
Gabriel Magalhães vào năm 2017

### Avaí
Gabriel Magalhães sinh ra ở Quận Pirituba của São Paulo. Ở tuổi 13, Gabriel bắt đầu sự nghiệp của mình tại Avaí nhưng anh trở lại  São Paulo vì nhớ nhà.Tuy nhiên, Gabriel đã cân nhắc lại quyết định của mình và trở lại Avaí sau hai tuần. Cuối cùng anh ký hợp đồng đầu tiên với Avaí ở tuổi 16.Những mùa giải sau đó anh tiếp tục trở thành một nhân tố quan trọng giúp đội giành quyền thăng hạng lên  Brasileiro Série A vào năm 2017

### Lille
Vào ngày 31 tháng 1 năm 2017,Gabriel đã gia nhập Lille với bản hợp đồng có thời hạn 4 năm rưỡi.Sau khi chơi vài trận cho Lille B anh được mang đi cho mượn lần lượt tại hai câu lạc bộ là Troyes (2017-2018) và Dinamo Zagreb (2018-2019). Mùa giải 2019-2020 anh quay trở về thi đấu cho câu lạc bộ chủ quản sau khoảng thời gian thi đấu khá thành công ở những câu lạc bộ được cho mượn.Sau khi trở về,anh được thi đấu nhiều hơn và tạo thành cặp trung vệ ăn ý với José Fonte

### Arsenal
Vào ngày 1 tháng 9 năm 2020, Arsenal công bố việc ký hợp đồng dài hạn với Gabriel Magalhães,phí chuyển nhượng của thương vụ này lên đến 27 triệu bảng.Vào ngày 12 tháng 9. Gabriel Magalhães có trận ra mắt Arsenal, ghi bàn thắng thứ hai trong chiến thắng 3–0 trước Fulham tại Premier League.Gabriel nhận thẻ đỏ đầu tiên ở Arsenal vào ngày 16 tháng 12 năm 2020 trong một trận đấu trên sân nhà với Southampton. Vào ngày 28 tháng 12 năm 2020, Arsenal thông báo rằng Gabriel Magalhães có kết quả xét nghiệm dương tính với COVID-19

## Sự nghiệp quốc tế
Gabriel đại diện cho đội tuyển u-20 Brazil thi đấu ở  Giải vô địch U-20 Nam Mỹ 2017.Vào ngày 17 tháng 6 năm 2021, anh có tên trong đội hình tham dự Thế vận hội mùa hè 2020 , nhưng buộc phải rút lui vì chấn thương đầu gối vào ngày 6 tháng 7

## Thống kê sự nghiệp

### Câu lạc bộ
Tính đến ngày 8 tháng 10 năm 2023
| Club                 | Season       | League         | League | League | State League | State League | National cup | National cup | League cup | League cup | Continental | Continental | Other | Other | Total | Total |
| Club                 | Season       | Division       | Apps   | Goals  | Apps         | Goals        | Apps         | Goals        | Apps       | Goals      | Apps        | Goals       | Apps  | Goals | Apps  | Goals |
| -------------------- | ------------ | -------------- | ------ | ------ | ------------ | ------------ | ------------ | ------------ | ---------- | ---------- | ----------- | ----------- | ----- | ----- | ----- | ----- |
| Avaí                 | 2016         | Série B        | 21     | 1      | 13           | 1            | 4            | 0            | —          | —          | —           | —           | 1     | 0     | 39    | 2     |
| Lille                | 2016–17      | Ligue 1        | 1      | 0      | —            | —            | 0            | 0            | 0          | 0          | 0           | 0           | —     | —     | 1     | 0     |
| Lille                | 2018–19      | Ligue 1        | 14     | 1      | —            | —            | 2            | 0            | 1          | 0          | —           | —           | —     | —     | 17    | 1     |
| Lille                | 2019–20      | Ligue 1        | 24     | 1      | —            | —            | 1            | 0            | 3          | 0          | 6           | 0           | —     | —     | 34    | 1     |
| Lille                | Total        | Total          | 39     | 2      | —            | —            | 3            | 0            | 4          | 0          | 6           | 0           | —     | —     | 52    | 2     |
| Troyes (loan)        | 2017–18      | Ligue 1        | 1      | 0      | —            | —            | 2            | 0            | 1          | 0          | —           | —           | —     | —     | 4     | 0     |
| Dinamo Zagreb (loan) | 2017–18      | Prva HNL       | 1      | 0      | —            | —            | 0            | 0            | —          | —          | —           | —           | —     | —     | 1     | 0     |
| Arsenal              | 2020–21      | Premier League | 23     | 2      | —            | —            | 1            | 0            | 2          | 0          | 6           | 1           | 0     | 0     | 32    | 3     |
| Arsenal              | 2021–22      | Premier League | 35     | 5      | —            | —            | 0            | 0            | 3          | 0          | —           | —           | —     | —     | 38    | 5     |
| Arsenal              | 2022–23      | Premier League | 38     | 3      | —            | —            | 2            | 0            | 1          | 0          | 7           | 0           | —     | —     | 48    | 3     |
| Arsenal              | 2023–24      | Premier League | 7      | 0      | —            | —            | 0            | 0            | 2          | 0          | 1           | 0           | 1     | 0     | 11    | 0     |
| Arsenal              | Total        | Total          | 103    | 10     | —            | —            | 3            | 0            | 7          | 0          | 15          | 1           | 1     | 0     | 129   | 11    |
| Career total         | Career total | Career total   | 165    | 13     | 13           | 1            | 12           | 0            | 12         | 0          | 21          | 1           | 2     | 0     | 225   | 15    |

1. ↑  Includes Campeonato Catarinense
2. ↑  Includes UEFA Champions League and UEFA Europa League
3. ↑  Includes Primeira Liga (Brazil) and FA Community Shield

### Quốc tế
Tính đến ngày 21 tháng 11 năm 2023
| Đội tuyển quốc gia | Năm  | Trận | Bàn |
| ------------------ | ---- | ---- | --- |
| Brasil             | 2023 | 6    | 1   |
| Tổng               | Tổng | 6    | 1   |

Tính đến ngày 12 tháng 10 năm 2023
Bàn thắng và kết quả của Brasil được để trước
| # | Ngày                 | Địa điểm                       | Số trận | Đối thủ   | Bàn thắng | Kết quả | Giải đấu                      |
| - | -------------------- | ------------------------------ | ------- | --------- | --------- | ------- | ----------------------------- |
| 1 | 12 tháng 10 năm 2023 | Arena Pantanal, Cuiabá, Brasil | 3       | Venezuela | 1–0       | 1–1     | Vòng loại FIFA World Cup 2026 |